# Ан-Маргрет Нирлинг
Ан-Маргрет Нирлинг (рођ Олсон швед. Ann-Margret Nirling; 1918—1999) је бивша шведска репрезентативка у скоковима у воду. Била је члан клуба Стокхолм КК из Стокхолма.

## Спортски резултати
Учествовала је на Летњим олимпијским играма 1936. у Берлину у дисциплинама скокова у воду са торња. Заузела је десето место са 29,30 бодова.
| Пласман | Резултати | Резултати | Резултати | Резултати | Резултати | Резултати | Резултати | Резултати | Укупно бодова |
| Пласман | Бодови    | Место     | Бодови    | Место     | Бодови    | Место     | Бодови    | Место     | Укупно бодова |
| ------- | --------- | --------- | --------- | --------- | --------- | --------- | --------- | --------- | ------------- |
| 10.     | 7,04      | =6        | 6,16      | =17       | 8,16      | 6         | 7,84      | =15       | 29,20         |

 Знак једнакости = код појединачног пласмана значи да је делила место
Две године касније на Европском првенству у скоковима за воду у Лондону је била друга са 36,02 бода.